# Raul Gustavo
Raul Gustavo Pereira Bicalho dit Raul Gustavo, né le 24 avril 1999 à Pedro Leopoldo au Brésil, est un footballeur brésilien qui joue au poste de défenseur central au New York City FC.

## Biographie

### En club
Né à Pedro Leopoldo au Brésil, Raul Gustavo joue pour le Democrata FC et Betinense avant de rejoindre la Croatie et le club du NK Lokomotiva Zagreb. Il ne joue finalement aucun match avec l'équipe première et fait son retour au Brésil en 2019, signant avec le SC Corinthians.
En juillet 2020 il est prêté à l'Inter de Limeira. De retour au SC Corinthians en janvier 2021, Raul Gustavo prolonge son contrat avec le SC Corinthians le 12 janvier 2021, il est alors lié au club jusqu'en décembre 2024. Il joue son premier match en professionnel, faisant ses débuts le 28 janvier 2021, lors d'une rencontre de première division brésilienne face à l'EC Bahia. Il entre en jeu et son équipe s'incline par deux buts à un,.
Le 25 avril 2021, Raul Gustavo inscrit son premier but en professionnel, lors d'une rencontre du Campeonato Paulista face au Santos FC. Titularisé, il ouvre le score et participe à la victoire de son équipe par deux buts à zéro,.
Il s'impose comme un titulaire lors de la première partie de l'année 2022, étant l'un des défenseurs les plus utilisés de l'équipe première.
Le 4 janvier 2023, Raul Gustavo est prêté pour une saison avec option d'achat à l'EC Bahia, soit jusqu'en décembre 2023.
Touché au genou, sa blessure nécessite une opération qui est effectuée en mars 2023. Le joueur est absent pour plusieurs mois.
L'EC Bahia décide de ne pas lever l'option d'achat de Raul Gustavo, qui retourne au Corinthians en janvier 2024. Il aura joué au total 18 matchs avec les Tricolor.
Les Corinthiens ont annoncé le 19 juin 2024 le transfert de Raul Gustavo à Ferencvaros, depuis la Hongrie. Il manquait d'espace à Timão et n'était même pas impliqué dans les matches. Le dernier match a eu lieu le 23 avril contre Argentinos Juniors, lorsqu'il a été expulsé pour avoir poussé un arbitre assistant. Diplômé des Corinthians, il quitte le club avec 54 matchs joués et six buts marqués.